# Babe - Maialino coraggioso
Babe - Maialino coraggioso (Babe) è un film del 1995 diretto da Chris Noonan; è l'adattamento cinematografico dell'omonimo romanzo di Dick King-Smith, che racconta la storia di un maiale da fattoria che vuole fare il lavoro di un cane da pastore. Il film è una commedia drammatica, è narrato da Roscoe Lee Browne e i personaggi principali degli animali sono interpretati sia da animali reali che da pupazzi animatronici.
Babe è stato girato a Robertson, Nuovo Galles del Sud nel 1994 e distribuito nelle sale statunitensi il 4 agosto 1995 e nei cinema italiani il 10 gennaio 1996, riscuotendo un buon successo di critica e di pubblico a livello internazionale. Ha vinto un Oscar (su 7 nomination) per i migliori effetti speciali. Un sequel, Babe va in città, è uscito nel 1998.

## Trama
Un maialino di razza Large White viene preso dall'allevamento nello Yorkshire in cui è nato per essere usato come premio in una fiera della contea; il contadino Arthur Hoggett lo vince indovinandone il peso. Nella fattoria il maialino, ribattezzato Babe, viene accolto dalla Border Collie Fly, dal suo irascibile compagno Rex e dai loro cuccioli e fa amicizia con il papero Ferdinand, che sveglia le persone cantando come un gallo ogni mattina così da essere considerato utile e risparmiato dall'essere mangiato.
Sconcertato quando Arthur e sua moglie Esme acquistano una sveglia, Ferdinand convince Babe ad aiutarlo a sbarazzarsene ma, in tal modo, svegliano Duchessa, la gatta degli Hoggett, e distruggono la casa dal caos che ne segue. Rex ordina severamente a Babe di stare lontano da Ferdinand e dalla casa. Vedendo Fly rattristata per la messa in vendita dei suoi cuccioli, Babe le permette di adottarlo. Con i parenti degli Hoggett in visita per Natale, Arthur decide di non scegliere Babe per il pranzo, dando un pretesto a sua moglie Esme affinché Babe possa ingrassare ulteriormente come prosciutto da premiare alla prossima fiera della contea. Rosanna, la compagna di Ferdinand, viene servita come anatra all'arancia, spingendo Ferdinand a scappare dalla fattoria. Nel frattempo Babe scopre una banda di ladri che stanno rubando le pecore di Arthur con l'aiuto di un cane e allerta rapidamente Fly e il contadino, impedendo ai ladri di rubare l'intero gregge.
Impressionato dal vedere Babe mettere in ordine le galline della fattoria (separando quelle marroni da quelle bianche), Arthur lo porta a provare a far pascolare le pecore. Incoraggiato da una pecora anziana di nome Maa, con la quale aveva fatto amicizia in precedenza, Babe convince le pecore a collaborare chiedendolo gentilmente, ma Rex interpreta le azioni di Babe come un insulto ai cani da pastore. Dopo che Fly difende Babe, Rex la aggredisce ferendola e morde accidentalmente la mano di Arthur quando cerca di calmarli; Rex viene incatenato alla sua cuccia e sedato e Fly ha una zampa fasciata, lasciando il lavoro di pastore a Babe. Una mattina, Babe mette in fuga un trio di cani randagi che stanno attaccando le pecore, ma Maa viene ferita mortalmente. Arthur, credendo che l'abbia uccisa Babe, si prepara a sparargli, ma Fly scopre la verità dalle altre pecore e distrae Arthur abbastanza a lungo da permettere a Esme di informarlo degli attacchi dei cani alle fattorie vicine.
Quando Esme parte per un viaggio, Arthur iscrive Babe a un concorso nazionale di pastorizia e permette a Babe di passare la notte in casa, ma poco dopo viene graffiato dalla gatta Duchessa, che a sua volta viene confinata fuori casa come punizione. Quando viene fatta rientrare più tardi, Duchessa si vendica di Babe rivelando che gli umani mangiano i maiali. Dopo aver appreso da Fly che questo è vero, Babe scappa di casa e Rex, Fly e Arthur lo trovano la mattina dopo in un cimitero. Sebbene riportato in casa, Babe è inorridito e demoralizzato al punto che si rifiuta di mangiare. Sotto le affettuose cure di Hoggett, questi canta e balla per lui, ripristinando la fiducia in lui.
Al giorno della gara, Babe incontra le pecore, ma queste lo ignorano. Mentre Hoggett viene criticato dai giudici confusi e ridicolizzato dagli spettatori per la sua scelta di usare un maiale al posto di un cane, Rex torna di corsa alla fattoria per chiedere consiglio alle pecore. Dopo aver promesso che d'ora in poi le tratterà meglio, le pecore gli rivelano una parola d'ordine segreta, sapendo che Maa avrebbe voluto così, e ritorna in tempo per comunicarla a Babe. La collaborazione tra Babe e le pecore si dimostra un inaspettato successo, ottenendo alla fine l'acclamazione del pubblico e il punteggio massimo da tutti gli arbitri. Babe e Hoggett, ora divenuti la coppia più rispettata, si scambiano uno sguardo di benevolenza reciproca.

## Personaggi
- Babe: protagonista del film, è un giovane Large White orfano. Nato in un moderno allevamento di maiali, viene scelto come premio per un concorso "indovina il peso del porcellino" organizzato durante una fiera, ignaro del fatto che la madre e i suoi fratelli verranno mangiati. Viene poi vinto da Arthur Hoggett, che ne indovinò correttamente il peso e viene allevato nella sua fattoria. Inizialmente viene allevato per essere mangiato, ma Arthur scoprì il suo talento come "maiale da pastore" piuttosto che come cane da pastore, e risultò all'altezza delle aspettative. È un maialino timido, gentile, costante, eroico, altruista, intelligente, un po' svampito, quasi infallibilmente educato, amichevole, simpatico e dolce. Va molto d'accordo con la maggior parte del resto del bestiame, compresi il papero Ferdinand e la pecora Maa, e diventa il figlio adottivo di Fly.
- Arthur Hoggett: il proprietario della fattoria Hoggett e il marito di Esme, che, nonostante le difficili condizioni commerciali, riesce a vivere allevando molti animali, e diventa padrone di Babe. È un signore timido, gentile, tranquillo, stoico, sobrio, raffinato, taciturno, onesto e molto sveglio, poiché costruisce strane invenzioni utilizzando vari tipi di cianfrusaglie, compreso un dispositivo di apertura/chiusura automatica del cancello. Non ha mai allevato maiali in passato, ma presto si affeziona a Babe.
- Esme Hoggett: la moglie di Arthur Hoggett. E' paffuta e nota per essere una persona energica, allegra e loquace, che parla velocemente. Va molto d'accordo con il marito ed è molto orgogliosa della sua vasta collezione di trofei e nastri blu delle fiere locali, dove le sue marmellate, gelatine e altre creazioni culinarie sono rinomate.
- Fly: una border collie femmina dalla pelliccia nera e bianca, compagna di Rex e madre dei suoi cuccioli. Diventa la madre adottiva di Babe dopo che i suoi cuccioli sono stati venduti. Ha una cattiva opinione di certi animali, in particolare le pecore, che le ritiene stupide, perché hanno causato il tragico incidente di Rex, sebbene si preoccupa del loro benessere. E' amorevole, gentile, premurosa e comprensiva nei confronti di Babe, e più equilibrata e molto meno irascibile di Rex. Capisce le aspettative di Arthur nei confronti di Babe come cane da pastore e gli insegna attivamente come comportarsi come tale e come interagire con le pecore. Oltre a calmare Rex, che non era contento del successo di Babe, chiese anche aiuto alle pecore per scagionare Babe dalle false accuse dopo la morte di Maa.
- Rex: un border collie maschio, compagno di Fly e antagonista secondario di Babe. Era un cane da pastore premiato, ma un incidente che ha coinvolto lui e una mandria gli ha fatto perdere gran parte dell'udito, diventando sordo. Da allora è diventato un cane da guardia irascibile, aggressivo e cinico. È il capo degli animali tenuti nella casa di Arthur ed è un conservatore che segue regole e usanze. Di conseguenza, è severo con Babe, che è un animale allevato a scopo alimentare, ed è molto orgoglioso della sua discendenza. È anche tradizionalista, e vede un maiale che fa il lavoro di un cane come una violazione di ciò, provando risentimento verso Babe, ma alla fine migliora, accettando il maialino e promettendo di essere più gentile con le pecore.
- Ferdinand: un papero bianco maschio, migliore amico di Babe. E' intelligente, simpatico, nevrotico, sarcastico e paranoico. Ha paura di essere mangiato, cercando di imitare il gallo della fattoria per rendersi utile. Chiede l'aiuto di Babe per sbarazzarsi della sveglia che Esme ha comprato. Il suo piano fallisce quando Babe fa cadere rumorosamente la sveglia, svegliando la gatta Duchessa e causando un disastro in casa quando Ferdinand sta starnutendo, dato che è allergico ai gatti. Più tardi, prova a scappare dopo che la sua compagna, Rosanna, è stata uccisa e mangiata per il pranzo di Natale. Torna alla fattoria dopo la morte di Maa, guardando Babe al concorso sulla TV degli Hoggett insieme agli altri animali e festeggia la vittoria di Babe.
- Maa: una pecora anziana e gentile che fa parte del gregge di Arthur Hoggett e una delle più grandi sostenitrici di Babe. In quanto maiale da pastore, rimprovera Babe quando si comporta in modo tirannico nei confronti delle pecore e gli insegna come guidarle con le buone maniere, anziché con i modi sgarbati usati dai cani da pastore. Vede il maialino come un bravo ragazzo che non merita di essere corrotto e odia i cani da pastore, che spesso chiama "lupi", vedendoli come assassini incapaci di pietà. Viene uccisa da tre cani selvatici, ma Babe riesce a scacciarli. Sembra essere la leader nel suo gregge, come ha commentato una pecora che avrebbe voluto che dessero la parola d'ordine segreta a Rex per aiutare Babe al concorso.
- Duchessa: la gatta viziata degli Hoggett e la principale antagonista di Babe nel film. Pare essere territoriale, anche se sembra accomodante con i cani e sinceramente affezionata a Esme. Tuttavia, è molto ostile con Ferdinand e si dimostra scaltra, meschina e vendicativa con Babe, rivelandogli che gli umani mangiano i maiali.
- Topi cantanti: un coro di tre topi che introducono ogni capitolo all'interno del film. Un topo è femmina e due topi sono maschi. Hanno un modo oscuramente sarcastico che contraddice il loro allegro canto. Fungono da coro greco del film. Hanno un ruolo marginale, ma tendono a ridacchiare maliziosamente quando Babe sta per mettersi nei guai (anche se sono tristi e rispettosi quando introducono il capitolo in cui muore Maa).

## Produzione
Gli effetti speciali per cui il film è stato premiato comprendono manipolazioni al computer per far parlare gli animali e la sostituzione di questi, in alcune scene, con controfigure meccaniche. Per altre scene sono stati usati animali addestrati e la parte di Babe fu girata da 48 diversi maiali perché crescevano troppo rapidamente durante le riprese.
Dopo aver preso parte al film, James Cromwell, da sempre vegetariano, è diventato vegano.

## Accoglienza

### Incassi
Il film è stato un successo al botteghino, incassando 27 milioni di dollari in Australia e oltre 254 milioni di dollari in tutto il mondo.

### Critica
Ha ricevuto il plauso della critica. Nel 2006, l'American Film Institute ha nominato Babe #80 nella sua lista dei film più stimolanti d'America. Rotten Tomatoes ha dato al film un indice di gradimento del 97% basato su 70 recensioni, con una media di 8,26/10; il consenso critico del sito web recita: "Il raro film per famiglie con un cuore grande quanto il suo budget per gli effetti speciali, Babe offre intrattenimento senza tempo per spettatori di tutte le età". Metacritic ha assegnato al film un punteggio di 83 sulla base di 16 recensioni, indicando "un plauso universale". Movieplayer lo ha inserito nella sua classifica dei 73 film per famiglie più belli di tutti i tempi.
A causa del fatto che il suo soggetto è un maialino, Babe è stato inizialmente bandito dalla Malaysia per evitare di turbare o infastidire i musulmani (che vedono i maiali come haram, un termine arabo che significa "proibito", riferendosi a qualcosa di sacro). La sentenza è stata ribaltata quasi un anno dopo e il film è stato distribuito direttamente in video.
Quando Babe è uscito negli Stati Uniti, "attivisti in tutto il paese hanno sorvegliato i cinema con volantini che documentavano gli abusi sui maiali nella vita reale". Il film ha avuto un marcato effetto sulla crescita del vegetarianismo, in particolare tra i giovani. Ha anche promosso una visione più comprensiva delle capacità intellettuali, emotive e sociali degli animali. James Cromwell è diventato un vegano etico dopo aver interpretato il ruolo di Arthur Hoggett, dicendo: "Ho deciso che per poter parlare di questo [film] con convinzione, dovevo diventare vegetariano". Nel 1996 ha continuato a organizzare una cena vegetariana per i senzatetto di Los Angeles in occasione di un "Natale compassionevole" evento al fine di invertire la visione dell'aia che "Natale è carneficina".

## Riconoscimenti
- 1996 - Premio Oscar
  - Migliori effetti speciali a Scott E. Anderson, Charles Gibson, Neal Scanlan e John Cox
  - Candidatura al miglior film a George Miller, Doug Mitchell e Bill Miller
  - Candidatura al miglior regista a Chris Noonan
  - Candidatura al miglior attore non protagonista a James Cromwell
  - Candidatura alla miglior sceneggiatura non originale a George Miller e Chris Noonan
  - Candidatura alla miglior scenografia a Roger Ford e Kerrie Brown
  - Candidatura al miglior montaggio a Marcus D'Arcy e Jay Friedkin

- 1996 - Golden Globe
  - Miglior film commedia o musicale a Bill Miller, Doug Mitchell e George Miller
- 1996 - Premio BAFTA
  - Nomination Miglior film a Bill Miller, Chris Noonan, Doug Mitchell e George Miller
  - Nomination Migliore sceneggiatura non originale a George Miller e Chris Noonan
  - Nomination Miglior montaggio a Marcus D'Arcy e Jay Friedkin
  - Nomination Migliori effetti speciali a Scott E. Anderson, Chris Chitty, Charles Gibson, Neal Scanlan e John Cox
- 1996 - Saturn Award
  - Miglior film fantasy
  - Nomination Migliore sceneggiatura a George Miller e Chris Noonan
- 1996 - Critics' Choice Award
  - Miglior film per famiglie
- 1995 - New York Film Critics Circle Award
  - Miglior regista debuttante a Chris Noonan

- 1996 - Australasian Performing Rights Association
  - Miglior colonna sonora a Nigel Westlake
- 1996 - Australian Cinematographers Society
  - Direttore della fotografia dell'anno a Andrew Lesnie
- 1996 - British Comedy Award
  - Miglior commedia
- 1996 - Chlotrudis Award
  - Nomination Miglior film
  - Nomination Miglior attore non protagonista a James Cromwell
- 1997 - Film Critics Circle of Australia Award
  - Migliore regia a Chris Noonan
  - Miglior colonna sonora a Nigel Westlake
- 1996 - Genesis Award
  - Miglior film
- 1996 - Heartland Film Festival
  - Studio Crystal Heart Award

- 1996 - Golden Screen
  - Golden Screen Award
- 1996 - Humanitas Prize
  - Migliore sceneggiatura a George Miller e Chris Noonan
- 1996 - Kids' Choice Award
  - Miglior Star animale (Babe)
- 1996 - London Critics Circle Film Award
  - Film dell'anno
  - Regista esordiente dell'anno a Chris Noonan
- 1996 - Motion Picture Sound Editors
  - Miglior montaggio sonoro (Dialoghi ADR) a Libby Villa e Wayne Pashley
- 1996 - National Society of Film Critics Award
  - Miglior film
- 1996 - Writers Guild of America
  - Nomination WGA Award a George Miller e Chris Noonan
- 1996 - Young Artist Award
  - Nomination Miglior film per famiglie

## Home Video
Il film è stato distribuito in VHS in Italia nel novembre 1996.

## Sequel
Nel 1998 è uscito un seguito, intitolato Babe va in città.